# La maqueta (álbum de Supersubmarina)
La Maqueta es un álbum recopilatorio de la banda española de indie rock Supersubmarina, publicado el 12 de abril de 2024 por el sello Sony Music a través de su subsello Octubre. El álbum recopila y remasteriza las primeras grabaciones de la banda realizadas en 2008, incluyendo una canción inédita titulada "Bichobola". Este lanzamiento marcó el regreso oficial de Supersubmarina tras ocho años de inactividad debido a un accidente de tráfico ocurrido en 2016.

## Lista de canciones
1. "Ola de calor" – 4:27
2. "OCB" – 4:21
3. "Ana" – 2:46
4. "Niebla" – 4:03
5. "Eres" – 3:18
6. "Supersubmarina" (con Alis) – 4:20
7. "Cientocero" – 2:59
8. "Chas! Y aparezco a tu lado" – 2:25
9. "No es así" – 2:18
10. "Bichobola" – 2:47

## Recepción
El álbum fue bien recibido tanto por la crítica como por el público, destacándose la calidad del sonido remasterizado y el valor emocional del regreso del grupo. Alcanzó el número 1 en la lista de álbumes más vendidos en España y fue también el vinilo más vendido en la semana de su lanzamiento.

## Contexto
La Maqueta se publicó junto con el lanzamiento del libro Algo que sirva como luz del periodista Fernando Navarro, que narra la historia del grupo desde sus inicios hasta el accidente de 2016 y su posterior reaparición.